# Calymperes repens
Calymperes repens là một loài rêu trong họ Calymperaceae. Loài này được Harv. Müll. Hal. mô tả khoa học đầu tiên năm 1849.